# Kasu Patera
La Kasu Patera è una struttura geologica della superficie di Tritone.